# Robert Franz

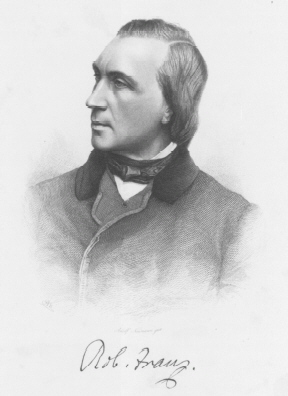
Robert Franz

Robert Franz, eigentlich Robert Franz Julius Knauth (* 28. Juni 1815 in Halle (Saale); † 24. Oktober 1892 ebenda) war ein deutscher Komponist und Dirigent. Er hat sich als Leiter der Singakademie Halle mit eigenen Bearbeitungen Händelscher Oratorien ähnlich wie Mozart und Mendelssohn Bartholdy große Verdienste um die Etablierung der Werke Georg Friedrich Händels in Deutschland erworben.

## Leben
Robert Franz besuchte ab 1828 in seiner Heimatstadt die Latina der Franckeschen Stiftungen. Hier fiel er als musikalisch begabt auf. Der Gesangslehrer der Stiftungen, der Kantor Carl Gottlob Abela (1803–1841), ließ ihn die Proben des „Sängerchors der lateinischen Hauptschule“ am Klavier begleiten. (Dem Stadtsingechor zu Halle, dem ältesten Knabenchor Mitteldeutschlands, der seit 1808 in den Stiftungen beheimatet war, gehörte er nie an.) Von 1835 bis 1837 studierte er in Dessau Komposition bei Friedrich Schneider und kehrte danach zurück nach Halle. 1841 wurde Robert Franz Organist an der Ulrichskirche, 1842 Dirigent der Singakademie Halle und 1859 Universitätsmusikdirektor der Universität Halle-Wittenberg.
Nachdem Robert Franz 1843 mit seinen Zwölf Gesängen für eine Singstimme mit Klavierbegleitung op. 1 an die Öffentlichkeit getreten war, widmete Robert Schumann diesen Liedern eine Besprechung in der Neuen Zeitschrift für Musik.

Grabmal auf dem Stadtgottesacker in Halle

Was Schumann selbst einige Jahre zuvor als Gebot der Stunde erkannt hatte, sah er in den Liedern von Franz verwirklicht: das gedankenvolle Kunstwerk 
als Gegenposition zum vorherrschenden Geschmack der Zeit, als die künstlerisch musikalische Reaktion auf „das in Bausch und Bogen fabrizierende Liedermachen“. Und weiter heißt es in dem schumannschen Artikel:

„Vergleicht man z. B. an den vorliegenden Liedern den Fleiß der Auffassung, der den Gedanken des Gedichtes bis auf das Wort wiedergeben möchte, mit der Nachlässigkeit der älteren Behandlung, wo das Gedicht nur eben so nebenherlief, den ganzen harmonischen Ausbau dort mit den schlotternden Begleitungsformeln, wie sie die frühere Zeit nicht loswerden konnte, so kann nur Borniertheit das Gegenteil sehen. Mit dem Vorigen ist schon das Charakteristische der Lieder von R. Franz angesprochen; er will uns das Gedicht in seiner leibhaftigen Tiefe wiedergeben […]. Zum Vortrag der Lieder gehören Sänger, Dichter, Menschen; allein lassen sie sich am besten singen, und dann etwa zur Abendstunde.“

1848 heiratete Robert Franz die Liedkomponistin Marie Hinrichs (1828–1891). Sie veröffentlichte 1846 bei dem Leipziger Verlag Breitkopf & Härtel den Band Neun Gesänge für eine Singstimme mit Begleitung des Pianoforte.
Robert Franz pflegte Freundschaften unter anderem mit Robert Schumann und Franz Liszt. Der Breslauer Universitätsmusikdirektor Julius Schäffer war ein Schüler und enger Freund. 1867 wurde er wegen eines Gehör- und Nervenleidens beurlaubt und musste schließlich alle seine Ämter aufgeben. Er liegt zusammen mit seiner Frau Marie Franz auf dem Stadtgottesacker in Halle begraben.

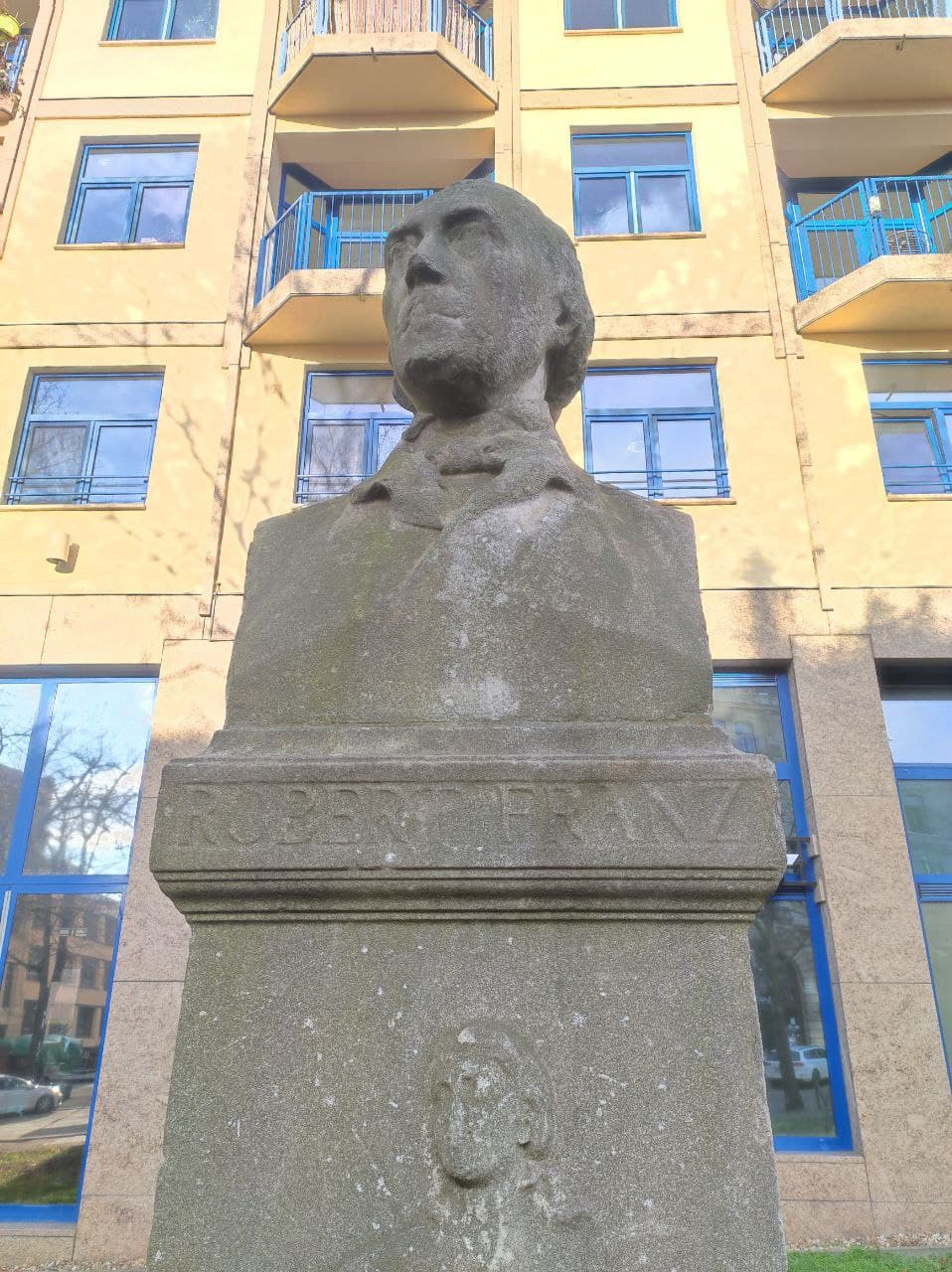
Robert-Franz-Büste am Universitätsring in Halle (Saale)

## Werk
Franz schrieb über 350 Kunstlieder, davon etwa ein Viertel nach Heinrich Heine und sehr viele nach Karl Wilhelm Osterwald, Chorwerke (unter anderem den 117. Psalm Lobet den Herren, alle Heiden für zwei vierstimmige Chöre, op. 19 im Auftrage des Berliner Domchores) und zahlreiche Bearbeitungen von Kompositionen Johann Sebastian Bachs und Georg Friedrich Händels.
Seine Werke werden heute nur noch selten aufgeführt. Einige seiner Lieder sind jedoch bis heute in Sammelbänden zu finden. 
- Kompositionen in: Düsseldorfer Lieder-Album : 6 Lieder mit Pianofortebegleitung. Arnz, Düsseldorf 1851. Digitalisierte Ausgabe der Universitäts- und Landesbibliothek Düsseldorf

Zudem gibt es einen Band mit ausgewählten Liedern bei der Edition Peters.
Am ehesten bekannt sind Chorlieder wie z. B.:
- Sechs Gesänge op. 24
- Ave Maria op. 45,1
- Im Mai op. 47,1
- Er ist’s! op. 53,2

Alle komponiert für vierstimmig gemischten Chor.

## Ehrungen
1885 wurde Robert Franz zu seinem 70. Geburtstag durch die Stadtverordnetenversammlung die Ehrenbürgerschaft der Stadt Halle verliehen. Eine weitere Ehrung folgte 1903 durch die Aufstellung eines Denkmals am Universitätsring und eine Straßenbenennung. Außerdem wurde 1907 die Singakademie Halle nach ihm benannt und die Musikschule Robert Franz gegründet.